# Carles Riu i Anglès
Carles Riu i Anglès (Sant Andreu de Palomar, actualment Barcelona, 7 de gener de 1901 – Tampa, Florida, 28 de novembre de 1971) va ser un eclesiàstic i bisbe català de nacionalitat cubana.
Segon fill de Carles Riu i Santamaria, mecànic, i de Bibiana Anglès i Plomé, filadora, ambdós treballadors de Can Fabra, als deu anys ingressà al Seminari Menor de Barcelona. El 1917, quan la família emigrà a Cuba, ell prosseguí els estudis al seminari de Sant Carles i Sant Ambròs de l'Havana. Fou ordenat sacerdot a Santiago de Cuba el 2 de febrer de 1924 de mans de Felice Ambrosio Guerra-Fezza, S.D.B., arquebisbe d'aquesta ciutat.
A Santiago de Cuba regentà diverses parròquies fins que el 1934 ocupà el càrrec d'oficial major de l'arquebisbat. Fou nomenat secretari del Congrés Eucarístic Nacional que s'esdevingué a Santiago l'octubre de 1936, en el curs del qual fou coronada canònicament la Mare de Déu de la "Caridad del Cobre", patrona de Cuba. El febrer de 1948, quan morí l'arquebisbe, fou nomenat vicari capitular de l'arxidiòcesi de Santiago a l'espera del nou nomenament.
Quan aquest recaigué en el fins aleshores bisbe de Camagüey, el 21 de desembre de 1948, el papa Pius XII nomenà Carles Riu bisbe d'aquella diòcesi. Fou consagrat a la catedral de Santiago el 6 de març de l'any següent de mans de Manuel Arteaga y Betancourt, cardenal del títol de S. Lorenzo in Lucina i arquebisbe de l'Havana. Com a bisbe de Camagüey, Carles Riu fou nomenat delegat permanent de l'episcopat cubà al CELAM, Consell Episcopal Llatinoamericà, a les tres primeres sessions del qual, a Bogotà (1945 i 1952) i a Roma (1955), assistí.
Ran del triomf de la revolució castrista el 1r de gener de 1959, començà una política de persecució, si més no d'obert assetjament, contra les autoritats eclesiàstiques, especialment les d'origen estranger. El mateix cardenal arquebisbe de L'Havana hagué de demanar asil polític a l'ambaixada de l'Argentina i després a la Nunciatura Apostòlica. El bisbe Riu fou detingut i interrogat diversos cops, però aconseguí continuar la seva activitat pastoral a Camagüey, per bé que esmorteïda. Tanmateix aconseguí el permís de les autoritats per sortir del país i assistir a les dues primeres sessions (1962 i 1963) del Concili Vaticà II.
Quan fou convocada la tercera sessió del concili, Carles Riu també fou autoritzat a anar-hi, però aprofità el permís de sortida per refugiar-se a Miami, Florida, on demanà i aconseguí la residència el 23 d'agost de 1964. Viatjà tot seguit a Roma, on el 10 de setembre següent, precisament el dia que començava la sessió conciliar, presentà la dimissió com a bisbe de Camagüey. El papa Pau VI la hi acceptà i el nomenà bisbe titular de Lari Castellum, i Carles Riu passà a residir definitivament als Estats Units, concretament a la ciutat de Port Charlotte, Florida, en el Saint John's Hospital de la qual desenvolupà el seu ministeri com a simple sacerdot fins que per malaltia senil hagué de ser ingressat al Cor Jesu Nursing Home de Tampa.
Allí morí, i fou sepultat al Calvary Cemetery de St. Petersburg, Florida.